# Rue de la Petite-Baratte
La rue de la Petite-Baratte est une artère de Nantes, en France.

## Situation et accès
Située dans le quartier Nantes Erdre, cette rue, d'une longueur de près de 400 mètres, prend naissance au début de la route de Paris et termine avenue de la Gare-de-Saint-Joseph. C'est une voie asphaltée ouverte à la circulation automobile.

## Historique
L'aménagement de la voie semble ne pas remonter avant le XIXe siècle puisqu'un plan de 1791 ne la mentionne pas, seul le nom de « La Baratte » apparait, correspondant à un lieu-dit situé à l'extrémité nord de la rue.
En 1877, la ligne ferroviaire Nantes-Châteaubriant qui borde la voie sur son côté ouest, est inaugurée. Une halte ferroviaire qui n'était par prévue dans le programme initial des stations de la ligne, verra finalement le jour et est d'abord baptisée « gare de Saint-Georges », puis « gare de Saint-Joseph ».
En 1919, la Compagnie générale électrique de Nancy, achète la propriété de la Halvèque afin d'implanter une usine de construction de moteurs électrique. Celle-ci sera rachetée plus tard par la Société mécanique générale de l'Ouest (SMGO) alliée à la société des Établissements Carpentier qui devient une filiale de Brandt en 1938. Après la Seconde Guerre mondiale, des mortiers d'infanterie et des roquettes pour l'aviation y sont fabriqués. Cette production perdura jusqu'à la fin de la guerre d'Indochine en 1954. Brandt réorienta ensuite la production de son usine de Nantes vers les refroidisseurs de lait. En 1964, l'usine est racheté par la Société Saunier Duval, spécialisée dans l'eau chaude sanitaire et le chauffage, qui y transfert l'année suivante sa production depuis son usine de Vincennes. En 1985, toutes les activités d’études industrielles et de Recherche & Développement, ainsi que toutes les activités de production restées jusqu'ici à Montreuil, sont regroupées à Nantes. L'usine est toujours en activité et fabrique aujourd'hui des chaudières murales, des chauffe-bains, ainsi que des panneaux solaires.
En 1979, la « gare de Saint-Joseph », dont la plus grande partie du trafic marchandises (30 000 tonnes) provient de l'embranchement industriel des Batignolles-Châtillon, située rue du Ranzay face l'usine Saunier Duval, est rasé. La ligne cessa son activité voyageur un an plus tard.
Dans le cadre de la réouverture de la ligne Nantes-Châteaubriant sous forme d'un tram-train, des travaux sont engagés en janvier 2011, pour la construction de la gare de Haluchère-Batignolles à l'emplacement de l'ancienne « gare de Saint-Joseph », dans la partie sud de la rue. Dans le même temps les emprise ferroviaire sont également modifiée afin accueillir un nouvel embranchement de la ligne 1 du tramway (première phase de la connexion des lignes 1 et 2).